# Presidente da República Italiana
O Presidente da República Italiana é o Chefe de Estado e representa a unidade nacional. Seu mandato dura sete anos. Se o Presidente renunciar ou tiver seu mandato cassado, o primeiro-ministro assume o cargo presidencial enquanto o vice-presidente assume o cargo de primeiro-ministro.
O atual Presidente da Itália é Sergio Mattarella, eleito em 31 de janeiro de 2015 no quarto escrutínio. É o décimo-segundo Presidente da República Italiana.

## Residência
O Presidente tem a sua disposição três residências oficiais: o Palácio do Quirinal em Roma; a Tenuta Presidenziale di Castelporziano em Roma; e a Villa Rosebery, em Nápoles.

## Requisitos para a eleição
- Nacionalidade italiana;
- Ter cinquenta anos de idade completos;
- Gozar dos direitos civis e políticos.

## Eleição
É eleito pelo Parlamento reunido em sessão ordinária, junto a três representantes para cada região (somente um para o Vale de Aosta) com o objetivo de garantir a representação das minorias. 
Para garantir um amplo consenso a instituição de garantia, nas primeiras três votações é necessária a aprovação de dois terços da assembleia; para as votações sucessivas é suficiente a maioria simples (50% mais um dos eleitores). O mandato dura sete anos; o que impede que um presidente seja reeleito numa mesma legislatura, que tem mandato quinquenal, e contribui a desvinculá-lo de excessivas ligações políticas com o órgão que o elege.
A sede da votação é a Câmara dos Deputados. O Presidente inicia o mandato depois de prestar juramento ao Parlamento ao qual se dirige através de uma mensagem presidencial.
A Constituição italiana não prevê um limite para o número de mandatos no que diz respeito ao cargo de Presidente da República. O primeiro caso de reeleição do presidente cessante data de 20 de abril de 2013 com a eleição de Giorgio Napolitano.

## O papel do Presidente
A Constituição reconhece a função de representante da unidade do Pais com todas prerrogativas típicas do Estado em nível de direito internacional, colocando o presidente no vértice da tradicional tripartição do poder do Estado. Explicitamente previstos os poderes de:
1. em relação a representação externa:
  - creditar e receber funcionários diplomáticos;[3]
  - ratificar os tratados internacionais,[4] com a autorização prévia da câmara;[5]
  - declara estado de guerra, deliberado pela Câmara;[5]
2. em relação ao exercício da função parlamentar:
  - nomear até cinco senadores vitalícios;[6]
  - enviar mensagem a Câmara;[5]
  - convocar sessão extraordinária;[7]
  - dissolver a Câmara, exceto se for nos últimos seis meses do mandato. O dissolvimento pode ocorrer em qualquer caso se o semestre branco (expressão usada para relacionar os seis últimos meses do mandato) coincidir em tudo ou parte com os últimos meses da legislatura;[8]
  - realizar as eleições e marcar as primeiras reuniões das novas Câmaras;[5]
3. em relação a função legislativa e normativa:
  - autorizar a apresentação ao Parlamento dos projetos de leis governamentais;[5]
  - promulgar a lei aprovada no Parlamento dentro de um mês, salvo por prazo inferior a pedido de maioria absoluta de ambas as Câmaras;[9]
  - reenviar as Câmaras com opinião fundamentada as leis não promulgadas e pedir uma nova deliberação (pode não ser exercido se as Câmaras aprovarem novamente);[10]
  - promulgar os decretos-lei, Decretos legislativos e regulamentos adotados pelo governo;[5]
  - chamar os referendos[5] e em casos oportunos, no término das votações, declarar a revogação da lei apresentada;[11]
4. em relação a função executiva e de interesse público:
  - nomear o presidente do Gabinete dos ministros e, na proposta desse, os ministros.[12] Segundo a prática constitucional, a nomeação vem na sequencia adequada de consultas com os presidentes das Câmaras, os líderes dos grupos parlamentares, os presidentes eméritos da República e as delegações políticas;
  - acolher o juramento do Governo e eventuais renúncias;[13]
  - nomear alguns funcionários estatais de alto escalão;[5]
  - presidir o Conselho supremo de defesa e deter o comando das Forças Armadas da Itália;[5]
  - decretar a dissolução dos conselhos regionais e a remoção de presidentes regionais;[14]
  - decretar as dissoluções das Câmaras ou de apenas uma delas;[8]
5. em relação ao exercício da jurisdição:
  - presidir o Conselho Superior Judiciário;[15]
  - nomear um terço dos componentes da Corte constituzionale;[16]
  - conceder o perdão e comutar a pena.[5]

Também confere as honras da República Italiana (medalhas, decorações e ordem de cavaleiro italiano) segundo decreto presidencial.